# Club Deportivo Elgoibar

Club Deportivo Elgoibar es un equipo de fútbol de la localidad vasca de Elgóibar. Fundado en 1917. Su gran entrenador Borja Rocha también conocido coloquialmente como el “Jose Mourinho Azkoitiarra” es el referente de este gran equipo de Debabarrena. Milita en la División de Honor Regional de Guipúzcoa. Su estadio es el de Mintxeta con capacidad para 3000 espectadores.

## Trayectoria
| Temporada | Grupo | División | Posición | Copa del Rey |
| --------- | ----- | -------- | -------- | ------------ |
| 1929–54   | 4     | Regional | —        |              |
| 1954/55   | 3     | 3rd      | 2.º      |              |
| 1955/56   | 3     | 3rd      | 1.º      |              |
| 1956/57   | 3     | 3rd      | 1.º      |              |
| 1957/58   | 3     | 3rd      | 10.º     |              |
| 1958/59   | 3     | 3rd      | 13.º     |              |
| 1959/60   | 3     | 3rd      | 5th      |              |
| 1960/61   | 3     | 3rd      | 12.º     |              |
| 1961/62   | 3     | 3rd      | 17.º     |              |
| 1962–67   | 4     | Regional | —        |              |
| 1967/68   | 3     | 3rd      | 13.º     |              |
| 1968–85   | 5     | Regional | —        |              |
| 1985/86   | 4     | 3rd      | 18.º     |              |
| 1986/87   | 5     | Regional | —        |              |
| 1987/88   | 5     | Regional | —        |              |
| 1988/89   | 5     | Regional | —        |              |
| 1989/90   | 4     | 3rd      | 6.º      |              |
| 1990/91   | 4     | 3rd      | 2.º      |              |
| 1991/92   | 4     | 3rd      | 3.º      |              |
| 1992/93   | 3     | 2.ªB     | 19.º     |              |

| Temporada | Grupo | División                                | Posición | Copa del Rey |
| --------- | ----- | --------------------------------------- | -------- | ------------ |
| 1993/94   | 4     | Tercera División                        | 5.º      |              |
| 1994/95   | 4     | Tercera División                        | 8.º      |              |
| 1995/96   | 4     | Tercera División                        | 4.º      |              |
| 1996/97   | 4     | Tercera División                        | 2.º      |              |
| 1997/98   | 3     | Segunda División B                      | 8.º      |              |
| 1998/99   | 3     | Segunda División B                      | 20.º     |              |
| 1999/00   | 4     | Tercera División                        | 18.º     |              |
| 2000–04   | 5     | Regional                                | —        |              |
| 2003/04   | 1     | División de Honor Regional de Guipúzcoa | 1.º      |              |
| 2004/05   | 4     | Tercera División                        | 14.º     |              |
| 2005/06   | 4     | Tercera División                        | 11.º     |              |
| 2006/07   | 4     | Tercera División                        | 12.º     |              |
| 2007/08   | 4     | Tercera División                        | 12.º     |              |
| 2008/09   | 4     | Tercera División                        | 3.º      |              |
| 2009/10   | 4     | Tercera División                        | 4.º      |              |
| 2010/11   | 4     | Tercera División                        | 17.º     |              |
| 2011/12   | 4     | Tercera División                        | 12.º     |              |
| 2012/13   | 4     | Tercera División                        | 15.º     |              |
| 2013/14   | 4     | Tercera División                        | 18.º     |              |
| 2014/15   | 1     | División de Honor Regional de Guipúzcoa | 8.º      |              |

- 3 temporadas en Segunda División B
- 28 temporadas en Tercera División

## Palmarés

### Trofeos amistosos
- Trofeo Amistad(Éibar): (1): 1992

## Jugadores famosos
- José Araquistáin
- Juan Cruz Sol
- Joseba Etxeberria
- Itziar Gurrutxaga